# Alien Swarm
Alien Swarm est un jeu vidéo développé et publié gratuitement par Valve. Le jeu est disponible sur plate-forme Windows et nécessite l'installation de Steam. C'est un TPS (vue à la troisième personne) que l'on peut rapprocher des shoot them up. Le jeu est principalement multijoueur, même si un mode solo est disponible pour s’entraîner, et fait la part belle à la coopération en faisant intervenir de deux à quatre joueurs.
Alien Swarm est le remake d'un mod créé pour Unreal Tournament 2004 et a été développé par Black Cat Games une équipe d'anciens moddeurs engagés par Valve pour le développement de Portal 2 et de la série Left 4 Dead. Il utilise le Source Engine employé dans de nombreux jeux Valve dont ceux cités ci-dessus. Enfin, il est à noter que le jeu n'est actuellement disponible qu'en version anglaise en ce qui concerne les voix, cependant le jeu est traduit en plusieurs langues.

## Trame
Dans Jacob's Rest, seule campagne officielle du jeu, un nombre important d'extraterrestres ont pris le contrôle d'une colonie minière sur une planète en décembre 2052.
Le joueur est transporté via Bloodhound pour retrouver d'éventuels survivants et, si nécessaire, détruire la colonie pour stopper l'invasion. La mission va rapidement se tourner vers cette option, constatant qu'il n'y a aucun survivant et que dans leur désespoir les colons avaient préparé une bombe thermonucléaire. L'objectif est donc d'atteindre la charge, de la guider à travers la mine et de s'enfuir avant l'explosion.
L'univers du jeu est détaillé au moyen de PDA disséminés à travers les niveaux. On apprend entre autres que les premiers extraterrestres ont été trouvés dans la mine et que des spécimens ont été rapportés dans les laboratoires. L'invasion s'est faite des laboratoires, de la mine mais aussi à partir d'une immense galerie creusée progressivement par les extraterrestres. En dévoilant l'histoire à travers des courriers électroniques, les développeurs laissent un champ de liberté important à d'éventuels mods voulant respecter l'univers de départ mais aussi à une autre campagne officielle, un message faisant état de l'envoi de matériaux biologiques inconnus vers la Terre (ce qui laisse à penser que des extraterrestres y ont été envoyés). Les messages contiennent aussi de nombreuses anecdotes.

## Système de jeu
Les joueurs ont pour but de réaliser divers objectifs, variés d'une mission à l'autre, de manière à traverser les niveaux (la campagne officielle en comptant sept). Le jeu intègre cinq modes de difficulté : Easy, Normal, Hard, Insane et Brutal. De nombreux paramètres fluctuent comme le nombre d'ennemis, leurs barres de vie, leurs vitesses ou encore les dommages qu'ils infligent. De plus, il existe deux options pouvant être activées à n'importe quel niveau de difficulté : Hardcore (le moindre tir sur un allié avec certaines armes peut lui être fatal) et le mode Onslaught où des ennemis apparaissent au hasard (système tiré de Left 4 Dead).
Pour mener à bien leur mission les joueurs disposent de deux modes de jeux possibles :
- Un mode solo où le joueur est accompagné de trois bots dans un niveau regroupant les deux premières missions. Ce mode de jeu fait principalement office de didacticiel et permet de se familiariser avec les différentes armes.
- Un mode coopération pouvant faire intervenir jusqu'à quatre joueurs (il est possible de dépasser cette limite grâce à la console, toutefois cela n'est pas réellement supporté et il en résulte souvent des bugs. L'hébergement peut être effectué soit par l'un des joueurs d'un simple clic, soit par un serveur dédié.

Le jeu intègre en outre un système d'expérience accumulée au fil des parties et permettant de gagner des niveaux, un système de promotion, des armes à débloquer en passant lesdits niveaux et une série de succès (achievements en anglais).
Le jeu dispose déjà de nombreuses cartes, leur nombre croît d'ailleurs régulièrement. Mais malgré un jeu résolument tourné vers le modding, le nombre de missions non officielles jouées de manière régulière reste assez faible. La raison principale étant l'obligation pour le joueur d'aller lui-même récupérer la carte sur Internet (un champ permet aux développeurs d'indiquer l'URL de téléchargement). Elles proposent souvent des alternatives à l'environnement de la première campagne (jungle, intérieur de temple, ville, désert…) et permettent aussi de jouer en survival où le joueur est confronté à des vagues successives d'ennemis.

### Contrôles et interface
L'interface du jeu est concentrée en bas de l'écran et dans une moindre mesure au niveau du curseur. Ainsi, en bas sont affichées de nombreuses informations sur les joueurs. Une icône permet de connaître la classe du personnage (le nom du joueur étant affiché au-dessus). Une barre bleue symbolise la vie. En dessous, des traits fins représentent les munitions dans le chargeur. Le nombre de chargeurs est, lui, en bas et est symbolisé par des rectangles blancs. À droite de ces informations se trouve l'arme secondaire du joueur ou l'extra s'il n'a plus qu'une seule arme.
Le curseur affiche lui aussi des informations clefs et se présente sous la forme d'un demi-cercle. Une bande gris clair symbolise les munitions dans le chargeur (quasi transparente en l'absence de balles) et clignote lorsque le nombre de balles est faible. Il est aussi possible d'effectuer un rechargement dit 'rapide' à partir du curseur. En effet, la zone où cliquer apparaît en gris clair. Il est plus difficile de le faire à partir de cet indicateur qu'à partir de la barre apparaissant en bas mais cela permet de garder les yeux sur l'action. Enfin, une minicarte interactive est disponible en bas à droite où il est possible de tracer des traits de couleur jaune avec son curseur.
En ce qui concerne les contrôles du personnage, ils sont différents de ceux des FPS (jeux de tir à la première personne). En effet chaque touche fait avancer dans une direction donnée (nord, sud, est et ouest) qui n'est pas influencée par la direction du personnage en elle-même. Pour le formuler autrement, la touche par défaut Z ou W (selon que le joueur utilise un clavier QWERTY ou AZERTY) fera toujours avancer vers le nord, qu'importe la direction du viseur.

### Expérience
Le jeu intègre 27 niveaux et six promotions. Chaque niveau passé débloque une arme ou un extra. Passer une promotion remet le joueur niveau un et bloque de nouveau toutes les armes. De plus, les joueurs voient une médaille s'afficher à gauche de leur niveau. Médaille argentée pour la première promotion (Titanium Star), bleue pour la deuxième (Carbide Star), rouge sertie d'argent pour la troisième (Gallium Cross). Elle aussi argentée pour la quatrième promotion (Platinum Star), et enfin dorée pour la cinquième et la sixième (respectivement Osimium Star et Iridium Medallion). Les promotions n'apportent aucun bonus et ne sont qu'affaire d'acharnement et de prestige. Elles se rapprochent du système portant justement le nom de prestige dans la série Call of Duty.
L'expérience est obtenue en jouant sur les cartes officielles. Le nombre de points varie en fonction de plusieurs paramètres : 
- Réussite des objectifs de la mission. Calculée au pourcentage des objectifs terminés (sur mille points).
- Nombre de kills. Un ennemi tué donnant un point, le score étant limité à cent (la mention 100+ apparaîtra pour signaler au joueur qu'il a tué plus de cent ennemis).
- Perte de points de vie. Calculée au pourcentage de vie perdu sans prendre en compte les soins. On peut donc avoir un score de zéro sur cette ligne et avoir fini la mission vivant (sur cent points).
- Nombre de dommages infligés aux alliés (sur cent points).
- Temps passé pour finir le niveau par rapport à un temps de référence (sur cent points).
- Réussite des objectifs spécifiques de classe : 25 points par Fast hack pour le technicien (sur 50 points). Le médecin devant quant à lui soigner pour 500 points de vie (sur cent points).
- Réussite de succès. Chacun d'entre eux donnant 50 points de bonus. Si tous les succès donnent 50 points lorsqu'ils sont débloqués pour la première fois, ils n'en donnent pas toujours lorsqu'ils sont réussis une seconde fois. Les succès d'armes ne donnent qu'une fois le bonus. Contrairement à Gunslider par exemple. Attention s'il n'y a pas de limite au nombre de bonus, ils ne se cumulent pas. Pour reprendre l'exemple de Gunslinger (cinq rechargements rapides), obtenir ce bonus efface Quickload (un rechargement rapide).

Enfin le résultat final de l'addition est modifié en fonction du niveau de difficulté. En Easy l'expérience est réduite de moitié (- 50 %). En Normal elle ne change pas. En Hard elle est majorée de 20 %, en Insane de 40 %. Et enfin en Brutal elle l'est de 50 %.
Des limitations existent : en effet il est impossible de gagner de l'expérience sur les cartes non officielles et en utilisant la commande sv_cheats, exception faite des bonus de succès (il est donc possible de valider des succès sur des cartes non officielles, ce qui conduit à quelques dérives).
Les succès ne débloquent pas de nouvelles armes. Ils sont, comme les promotions, des défis supplémentaires pour les joueurs soucieux de finir totalement le jeu.
Il en existe pour le moment soixante-six. Les objectifs à atteindre sont variés. On peut retenir que chaque niveau a un succès dit de Speed run où il doit être fini en un temps très court. Les armes ont toutes un succès demandant de tuer 250 ennemis avec elles. Certains extras ont aussi leurs succès, ainsi vous pourrez tenter d'en tuer cent aux mines laser ou encore d'en geler six d'une seule grenade. La difficulté est très variable et si certains sont réussis à plus de 60 % d'autres ne le sont que par une poignée de joueurs sur un millier.

### Classes
Les joueurs ont le choix entre quatre classes ayants chacune ses particularités. Chaque classe compte deux personnages disposant de cinq caractéristiques souvent proches mais ayant des valeurs différentes.
OfficierLes officiers ont à leur disposition le Vindicator, redoutable fusil à pompe équipé d'un lance-grenades incendiaires, ainsi que de puissantes mines incendiaires. Les deux personnages jouables sont Sarge et Jaeger.
Spécialiste en armementCette classe a accès aux deux miniguns, armes à cadence rapide et aux chargeurs de grandes capacités. De plus le premier minigun accessible dès le niveau 1 dispose de l'auto visée. Les deux personnages jouables sont Wildcat et Wolfe.
MédecinSeule classe pouvant soigner, et cela grâce au Heal Beacon et, à un plus haut niveau (neuf), au Medical Gun. Il leur est possible tant de se soigner eux-mêmes que de soigner leurs coéquipiers. Les deux personnages jouables sont Faith et Bastille.
TechnicienÉquipés d'un détecteur de mouvement, c'est aussi la classe pouvant monter les tourelles, ainsi que souder les portes, le plus rapidement. De plus ils sont les seuls à pouvoir pirater et hacker (ordinateurs et portes). Enfin ils ont accès dès le niveau un au Prototype Assault Rifle équipé de la visée automatique et de grenades incapacitantes. Le technicien est obligatoire dans la majeure partie des missions. Les deux personnages jouables sont Crash et Vegas.

### Équipements
Le jeu compte 21 armes différentes dont six étant réservées à une classe en particulier. Il est possible d'en emporter deux par partie. Il est aussi possible de les abandonner en cours de mission ce qui permet des échanges entre joueurs ou des changements avec les armes disséminées sur la carte.
Cet arsenal est constitué des classiques fusils de précision, fusils à pompe, miniguns, mitrailleuses en tout genre et pistolets. On y trouve aussi un lance-flammes, un tesla (sorte de canon électrique), des tourelles de défense automatisées de différents types (explosifs, balles, flammes, glace), un lance-grenades et une tronçonneuse. Il est aussi possible d'emporter un 'canon à soin' (Medical Gun), une balise de soin (effet de zone, Heal Beacon en anglais) ainsi qu'une caisse de munitions. En ce qui concerne les boîtes à munitions il en existe deux types déjà placés sur les cartes. Les premières sont dites universelles et n'importe qui peut s'y ravitailler (quatre chargeurs d'armes dites 'classiques', mais un seul pour les miniguns par exemple). Les boîtes du second type sont dites exclusives et ne permettent de récupérer qu'un chargeur, et cela, pour un type d'arme précis. Il en existe pour les miniguns, les fusils, le Vindicator et le lance-flammes. La boîte a un aspect particulier et le type de munition peut être identifié au premier coup d’œil. Les armes déjà sur les cartes sont, elles, de types variables. Certaines ont des particularités comme le lance-flammes dans la mission Rydberg Reactor ayant un chargeur de cent munitions au lieu des quarante standard.
Il est à noter que le lance-flammes est obligatoire dans la mission SynTek Residential.
Les extras sont au nombre de 17. Quatre sont disponibles dès le niveau un. Certains équipements sont passifs mais la majorité doivent être activés. De plus ils peuvent être offensifs (Hornet Barrage, Smart Bomb etc) ou défensifs (ex : Tesla Sentry Coil). Les extras Assault Jets et Blink Pack ne peuvent être récupérés que sur les cartes.

### Stratégie
Un groupe équilibré avec une grande variété d'armes et d'objets de support a les meilleures chances de survie face aux ennemis.
Le médecin est sûrement le personnage le plus important de l'équipe par sa capacité à soigner les blessures et à stopper les infections, souvent synonymes de mort. Il a de plus la possibilité de se soigner lui-même. Pour remplir son rôle, il dispose de deux objets : le Medical Gun et le Heal Beacon. Il reste préférable d’opter pour un de ces deux objets et de choisir une arme pour l'emplacement restant.
Les techniciens ne sont facultatifs que dans deux missions (Cargo Elevator et Sewer Junction B5). Il ne faut pas les considérer comme des personnages perdus. En effet, ils n'ont pas leur pareil pour sceller les portes et poser les tourelles. De plus leur scanner est très utile pour anticiper les attaques.
Officier et spécialiste en armement ne sont requis dans aucune mission mais ce n'est pas pour autant qu'il faut les délaisser. Le trait Leadership de l'officier confère un bonus de dommage non négligeable. Le spécialiste en armement dispose, lui, d'une puissance de feu inégalée et peut faire face au plus puissant des adversaires.
Si l'on compte survivre, il est important de penser en tant que groupe. Alien Swarm est après tout un jeu de coopération. Il ne faut pas hésiter à choisir une personne capable de trancher rapidement entre deux possibilités car chaque seconde compte lorsque l'on entre sur le champ de bataille ! De plus, il est primordial de rester groupé le plus possible. Si cela peut paraître simple, dans la pratique il n'est pas rare de voir des groupes se disloquer en deux ou trois parties et les voir perdre la vie en se faisant toutes attaquer simultanément des deux côtés. Il faut aussi garder en tête que le tir ami (capacité à blesser ses alliés) est toujours activé. Les balles perdues peuvent coûter cher, particulièrement dans les modes de difficultés élevées où la marge d'erreur est limitée. De plus, les munitions sont précieuses. Quelques balles suffisent en général à abattre un ennemi et lorsque l'on sait qu'un chargeur se vide en quelques secondes…

### Ennemis
Il est possible de croiser dix types d'ennemis dans les niveaux officiels (deux sont présents dans le SDK mais n'ont pas été implantés).
- Le plus répandu est le Drone. Il n'a aucune particularité, sa force se résume à son nombre et il attaquera toujours en large supériorité numérique. Attention à ne pas se faire encercler.
- Le Buzzer, seul adversaire capable de voler, a peu de vie. Il n'en reste pas moins un adversaire coriace par son agilité. Il a, de plus, la capacité de troubler l'écran du joueur qu'il touche pendant un court instant.
- Les Parasites sont petits, et n'ont pas beaucoup de vie. Et pourtant ce sont les plus dangereux. Ils bondissent sur leurs proies et les infectent. La victime meurt rapidement et ne peut rien faire sans l'aide d'un médecin ou d'une décharge électrique. Ils ne se croisent que sur certains niveaux et il est préférable de retenir leurs positions.
- Les Shieldbugs sont lents mais puissants. Ils ont surtout la particularité de se servir de leurs imposantes pattes comme d'un bouclier impénétrable. Il est difficile de lutter seul et mieux vaut tenter de les esquiver ou d'avoir une diversion pour les attaquer par derrière.
- Le Grub est le moins dangereux. Et pour cause, ce n'est qu'une larve. Un succès demande d'ailleurs d'en écraser cent. Pour cela pas besoin de lance-grenades il suffit simplement de leur marcher dessus.
- L'Harvester n'attaque pas directement, elle est trop occupée à pondre.
- Ce qu'elle pond n'est pas aussi inoffensif. Ces Parasites immatures n'infectent pas les joueurs mais se contentent de les charger, les blessant gravement.
- Le Boomer, facilement reconnaissable avec ses pattes immenses, dispose surtout d'un ventre hors du commun. Lorsqu'il arrive au contact d'un joueur il se met à gonfler puis explose, libérant de nombreuses boules explosant une poignée de secondes plus tard.
- Le Ranger attaque à distance en lançant des séries de trois boules d'acide. Ils sont rarement plus de deux ou trois. Il est possible de rouler sous leurs projectiles (cela validera un succès).
- Le Mortarbug attaque lui aussi à distance mais ses projectiles suivent une trajectoire en cloche et explosent au bout de plusieurs secondes.

## Kit de développement
Un kit de développement logiciel Alien Swarm (y compris le code source) a été libéré. Il est disponible librement à tous les utilisateurs de Steam, plutôt que seulement aux propriétaires du jeu (comme c'est le cas avec la plupart des jeux Valve). Cela permet de créer des mods ne reposant pas sur le contenu d'autres jeux de Valve, et étant ainsi gratuit pour tous ; une décision importante qui ressemble à la stratégie du kit de développement Unreal.

## Accueil
Grâce à sa distribution gratuite, la mise en place d'un SDK et la libération du code source, le jeu a reçu un très bon accueil. Les critiques ont salué des graphismes soignés, principalement en ce qui concerne la gestion des lumières. Le level design a lui aussi été salué. Il en découle un fort sentiment d'immersion, de plus le jeu a été jugé comme correctement optimisé.
Les notes varient énormément en raison de la gratuité du titre. En effet, Alien Swarm souffre de la comparaison avec de nombreux jeux payants récents et ce sur le point de la durée de vie (malgré une rejouabilité jugée assez élevée et la prise en compte d'un fort potentiel de suivi par la communauté). Certaines critiques ont choisi de le noter sans grandes distinctions avec un jeu payant, ce qui ne lui permet que d'avoir des notes moyennes. D'autres critiques ont été très réceptifs au geste de Valve et ont donc rabaissé leurs critères au vu de la gratuité du produit qu'ils devaient noter. Metacritic relève une note de 75.
La note relevable sur Gameraking est très proche puisqu'elle est de 76,33 %., cela n'est tout du moins pas le fruit du hasard. En effet ce site calcule sa note avec des avis présents sur Metacritic. Il est d'ailleurs intéressant de relever sur ce dernier site l'amplitude des notes (de 60 à 100).
Les développeurs sont d’ailleurs conscients de la faiblesse du contenu. C'est, entre autres, l'une des raisons de la distribution gratuite du jeu.
On note aussi un autre phénomène. Si la sortie du jeu a été largement relayée, certains sites ont préféré ne pas publier de test. Ainsi, si les sites ont quasiment tous consacré une fiche à Alien Swarm ils en sont restés à proposer les vidéos officielles ainsi que des images.

## Système requis
|                             | Configuration minimum                                                                             | Configuration recommandée                                                                  |
| --------------------------- | ------------------------------------------------------------------------------------------------- | ------------------------------------------------------------------------------------------ |
| OS (système d'exploitation) | Windows XP/Vista/7                                                                                | Windows XP/Vista/7                                                                         |
| Processeur                  | Pentium 4 3,0 GHz                                                                                 | Intel core 2 duo 2,4 GHz                                                                   |
| Mémoire vive                | 1 Go pour XP / 2 Go pour Vista                                                                    | 1 Go pour XP / 2 Go pour Vista                                                             |
| Carte Graphique             | Carte vidéo compatible DirectX 9 avec 128 Mo, Shader model 2.0. ATI X800, NVidia 6600 ou meilleur | Carte vidéo compatible DirectX 9 avec Shader model 3.0. NVidia 7600, ATI X1600 ou meilleur |
| Disque dur                  | 2,5 Go d'espace disque                                                                            | 2,5 Go d'espace disque                                                                     |
| Son                         | carte son compatible DirectX 9.0c                                                                 | carte son compatible DirectX 9.0c                                                          |